# Brian Pintado
Brian Daniel Pintado Álvarez (* 29. Juli 1995 in Cuenca) ist ein ecuadorianischer Geher. 2024 wurde er in Paris Olympiasieger, nachdem er ein Jahr zuvor in Budapest Vizeweltmeister über 35 km wurde.

## Sportliche Laufbahn
Brian Pintado sammelte 2010 erste internationale Wettkampferfahrung. Im März startete er innerhalb von zwei Tagen bei den U18- und U20-Meisterschaften Südamerikas im Gehen und konnte dabei die Silbermedaille gewinnen bzw. den vierten erreichen. 2011 qualifizierte er sich für die U18-Weltmeisterschaften in Lille und erreichte dort als Zehnter das Ziel. Später im September trat er in Kolumbien bei den U20-Südamerikameisterschaften an und verpasste dabei als Vierter nur knapp den Sprung auf die Medaillenränge. 2012 siegte Pintado erstmals bei den Ecuadorianischen Meisterschaften. Im März trat er in der Heimat bei den Südamerikanischen Meisterschaften im Gehen an und konnte dabei die Silbermedaille auf der 10-km-Distanz gewinnen. Später im Sommer trat er in Barcelona bei den U20-Weltmeisterschaften in Barcelona an. Dort erreichte er auf dem 30. Platz das Ziel. 2013 trat er in Argentinien bei den U20-Südamerikameisterschaften an und konnte die Silbermedaille gewinnen.
2014 gewann Pintado, nach der Silbermedaille 2012, bei den Südamerikanischen Geher-Meisterschaften zum ersten Mal die Goldmedaille. Im Juli trat er in den USA bei den U20-Weltmeisterschaften an, wurde im Laufes des Wettkampfes allerdings disqualifiziert. 2015 nahm er in Lima als Gast zum ersten Mal an Südamerikameisterschaften teil und erreichte außerhalb der Wertung mit einer Zeit von 1:25:25 h auf der 20-km-Distanz als Vierter das Ziel. 2016 steigerte Pintado im Mai in Rom seine Bestzeit auf 1:21:49 h und qualifizierte sich damit für die Olympischen Sommerspiele in Rio de Janeiro. Dort erreichte er im August auf dem 37. Platz das Ziel. Ein Jahr darauf qualifizierte er sich auch zum ersten Mal für Weltmeisterschaften, zu denen er im August in London an den Start ging. Den Wettkampf beendete er schließlich mit Bestzeit von 1:21:17 h auf dem 18. Platz. 2018 trat Pintado, erneut in der Heimat, zum dritten Mal bei den Geher-Meisterschaften Südamerikas als Erwachsener an und fügte seiner Medaillensammlung diesmal Bronze hinzu, wodurch er einen kompletten Medaillensatz bei Geher-Meisterschaften gewinnen konnte. Später im Juni nahm er zum ersten Mal an den Südamerikaspielen teil und konnte die Goldmedaille gewinnen. 2019 stellte Pintado in Spanien seine persönliche Bestleistung von 1:20:44 h auf. Im August nahm er zum ersten Mal bei den Panamerikanischen Spielen an und konnte direkt die Goldmedaille gewinnen. Zwei Monate später trat er in Doha zum zweiten Mal bei den Weltmeisterschaften an und erreichte dort als 23. das Ziel. 2020 gewann er abermals Silber bei den Geher-Meisterschaften Südamerikas.
2021 verbesserte er sich Anfang Juni im spanischen A Coruña auf eine Zeit von 1:20:15 h über 20 km und belegte damit den dritten Platz in diesem Wettkampf. Im August trat er bei seinen zweiten Olympischen Sommerspielen an und landete diesmal, nach Platz 37 in Rio, auf dem 12. Platz. 2022 trat er im Juli bei den Weltmeisterschaften in Eugene an. Dabei stellte er in 1:19:43 h eine neue Bestzeit über 20 km auf und landete damit auf dem fünften Platz. Später nahm er auch über die erstmals bei einer WM ausgetragene 35-km-Distanz teil, wobei er als Vierter erneut knapp eine Medaille verpasste. Seine Laufzeit von 2:24:37 h sind aktueller Südamerikarekord. 2023 trat er in Budapest erneut bei den Weltmeisterschaften an. Über 20 km stellte er eine neue Bestzeit auf und belegte im Ziel den siebten Platz. Ein paar Tage später ging er auch über 35 an den Start. Dort konnte er die Silbermedaille hinter dem Spanier Álvaro Martín gewinnen, wobei er seinen eigenen Kontinentalrekord um drei Sekunden steigerte. Mit dem Gewinn des Vizeweltmeistertitels feierte er seinen bis dahin größten sportlichen Erfolg, den er ein Jahr später mit dem Gewinn der Goldmedaille bei den Olympischen Sommerspielen in Paris gar noch übertraf. Wenige Tage nach seinem Goldtriumph konnte er mit seiner Teamkollegin, Glenda Morejón, in der erstmals ausgetragenen Marathon-Mixed-Staffel zudem die Silbermedaille gewinnen.

## Wichtige Wettbewerbe
| Jahr                | Veranstaltung                       | Ort                 | Platz               | Disziplin           | Zeit                |
| Startet für Ecuador | Startet für Ecuador                 | Startet für Ecuador | Startet für Ecuador | Startet für Ecuador | Startet für Ecuador |
| ------------------- | ----------------------------------- | ------------------- | ------------------- | ------------------- | ------------------- |
| 2010                | U18-Geher-Südamerikameisterschaften | Cochabamba          | 2.                  | 10 km Gehen         | 47:00 min           |
| 2010                | U20-Geher-Südamerikameisterschaften | Cochabamba          | 4.                  | 10 km Gehen         | 46:50 min           |
| 2011                | U18-Weltmeisterschaften             | Lille               | 10.                 | 10 km Gehen         | 42:44,02 min        |
| 2011                | U20-Südamerikameisterschaften       | Medellín            | 4.                  | 10 km Gehen         | 46:27,14 min        |
| 2012                | Geher-Südamerikameisterschaften     | Salinas             | 2.                  | 10 km Gehen         | 45:24 min           |
| 2012                | U20-Weltmeisterschaften             | Barcelona           | 30.                 | 10 km Gehen         | 45:13,84 min        |
| 2013                | U20-Südamerikameisterschaften       | Resistencia         | 2.                  | 10 km Gehen         | 42:02,20 min        |
| 2014                | Geher-Südamerikameisterschaften     | Cochabamba          | 1.                  | 10 km Gehen         | 43:46 min           |
| 2014                | U20-Weltmeisterschaften             | Eugene              |                     | 10 km Gehen         | DSQ                 |
| 2015                | Südamerikameisterschaften           | Lima                |                     | 20 km Gehen         | 1:25:25 h           |
| 2016                | Geher-Südamerikameisterschaften     | Guayaquil           | 5.                  | 20 km Gehen         | 1:27:07 h           |
| 2016                | Olympische Sommerspiele             | Rio de Janeiro      | 37.                 | 20 km Gehen         | 1:23:44 h           |
| 2017                | Weltmeisterschaften                 | London              | 18.                 | 20 km Gehen         | 1:21:17 h           |
| 2018                | Geher-Südamerikameisterschaften     | Sucúa               | 3.                  | 20 km Gehen         | 1:24:16 h           |
| 2018                | Südamerikaspiele                    | Cochabamba          | 1.                  | 20 km Gehen         | 1:24:56 h           |
| 2019                | Panamerikanische Spiele             | Lima                | 1.                  | 20 km Gehen         | 1:21:51 h           |
| 2019                | Weltmeisterschaften                 | Doha                | 23.                 | 20 km Gehen         | 1:23:48 h           |
| 2020                | Geher-Südamerikameisterschaften     | Lima                | 2.                  | 20 km Gehen         | 1:25:32 h           |
| 2021                | Olympische Sommerspiele             | Tokio               | 12.                 | 20 km Gehen         | 1:22:54 h           |
| 2022                | Weltmeisterschaften                 | Eugene              | 5.                  | 20 km Gehen         | 1:19:34 h           |
| 2022                | Weltmeisterschaften                 | Eugene              | 4.                  | 35 km Gehen         | 2:24:37 h           |
| 2023                | Weltmeisterschaften                 | Budapest            | 7.                  | 20 km Gehen         | 1:18:26 h           |
| 2023                | Weltmeisterschaften                 | Budapest            | 2.                  | 35 km Gehen         | 2:24:34 h           |
| 2024                | Olympische Sommerspiele             | Paris               | 1.                  | 20 km Gehen         | 1:18:55 h           |
| 2024                | Olympische Sommerspiele             | Paris               | 2.                  | Marathon Gehen      | 2:51:22 h           |

## Persönliche Bestleistungen
- 5-km-Gehen: 21:28,39 min, 11. Mai 2011, Fortaleza
- 10-km-Gehen: 39:08,33 min, 18. April 2021, Guayaquil
- 20-km-Gehen: 1:17:54 h, 18. Mai 2024, A Coruña
- 35-km-Gehen: 2:24:34 h, 24. August 2023, Budapest, (Südamerikarekord)